# Adenite tubercolare
L'adenite tubercolare identifica un tipo di infezione delle stazioni linfonodali, in particolare quelle del collo, dovuta al genere Mycobacterium.
Normalmente, come tutte le forme di tubercolosi extrapolmonare, è tipica dei soggetti immunodepressi. Negli adulti il batterio normalmente responsabile è il Mycobacterium tuberculosis (il bacillo responsabile della tubercolosi nell'uomo), mentre negli individui giovani è generalmente causata da micobatteri non tubercolari (NTM), conosciuti anche come "micobatteri atipici".
Nota anche come scrofolosi, fino a tutto il XIX secolo era nota popolarmente con il termine di scrofula o scròfola. Del resto il termine scrofula è usabile normalmente anche nel linguaggio medico e scientifico.

## Storia

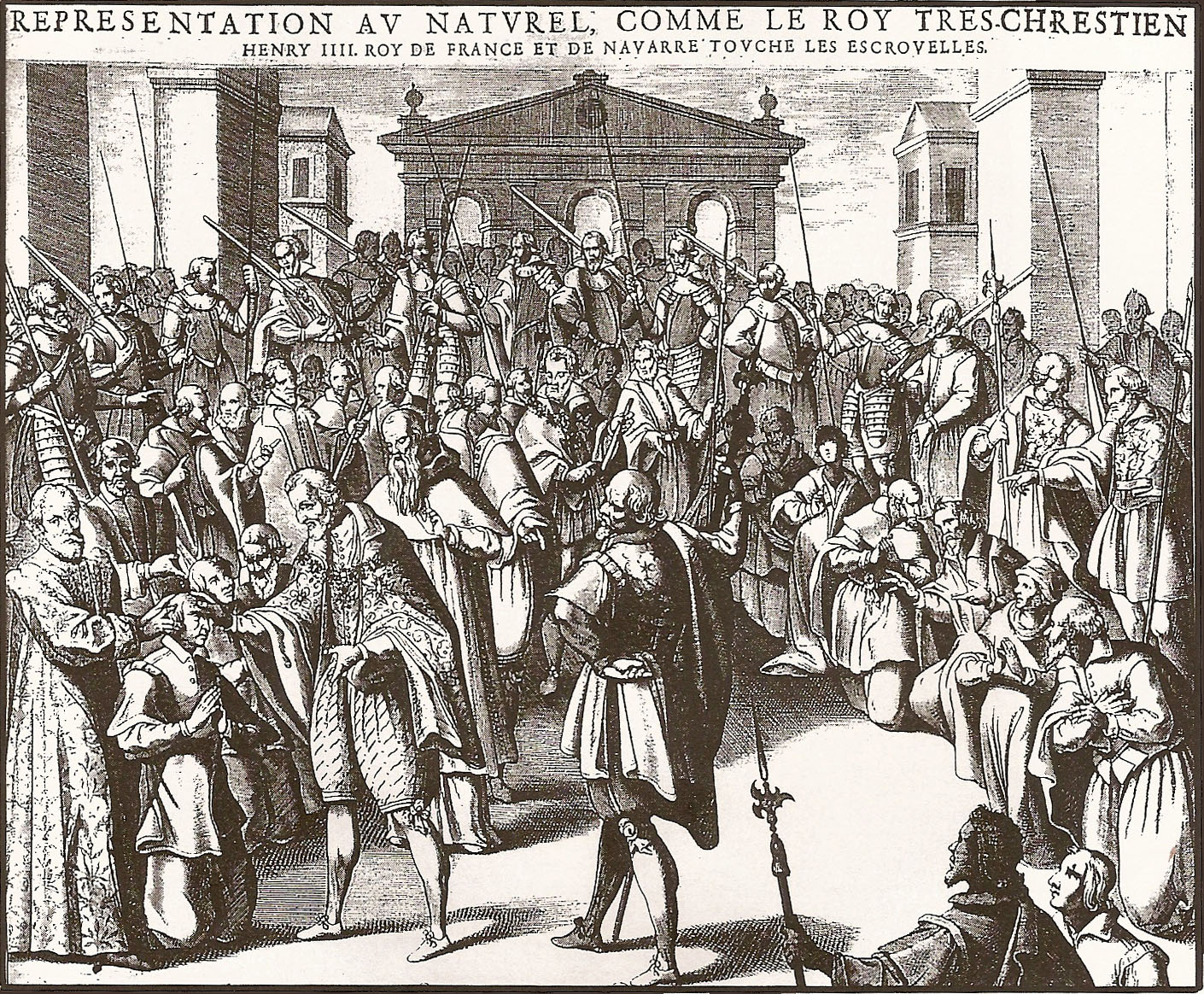
Il re Enrico IV di Francia mentre tocca sofferenti di scrofola, radunati attorno a lui in cerchio. André de Laurens, 1609.

Nel Basso Medioevo, e nei secoli che vanno dal X al XII secolo, in Francia e in Inghilterra, ove la malattia era chiamata comunemente (come sopra affermato) scrofula, si pensava che i sovrani, imponendo le mani, fossero in grado di guarire tale patologia. Pertanto era denominata anche tocco reale.
La scrofola era anche chiamata il male del re.
Si pensava che i sovrani avessero ereditato tale capacità grazie alla loro discendenza da Edoardo il Confessore, re inglese dal 1042 al 1066, che, in base a talune leggende, lo aveva ereditato da San Marcolfo. L'ultimo esempio di pubblico "tocco" della scrofola fu il 31 maggio 1825 ad opera di Carlo X, tra la generale incredulità e derisione. Nel Regno di Sicilia invece, secondo i dettami della Scuola medica salernitana, la si curava semplicemente con impiastri di fico.

## Epidemiologia
Un tempo più diffuso, rimane di carattere raro, si manifesta in persone immunodepresse (come quelle affette da AIDS).

## Sintomatologia
Il sintomo caratteristico della malattia è l'ingrossamento dei linfonodi del collo, ingrossamento persistente che si aggrava con il passare del tempo, raggiungendo dimensioni tipiche della linfoadenomegalia. Ci si riferisce alle masse nodulose con il termine di ascesso freddo perché la malattia non è accompagnata da fenomeni tipici del processo infiammatorio, come l'arrossamento e l'aumento della temperatura della cute, sebbene la malattia sia spesso accompagnata da febbre, brividi e malessere. Tra i sintomi anche fistole sulla cute dei linfonodi ingrossati che guarendo lasciano cicatrici. Si possono anche avere lesioni della cornea, della mucosa nasale, lesioni eczematose del volto e del cuoio capelluto, tumefazione del naso e del labbro superiore che danno al volto, in particolare nei bambini, un aspetto caratteristico che ricorda il muso del maiale (facies scrofolosa) da cui il nome comune della malattia.

## Terapia
L'approccio migliore per la terapia della malattia è l'uso di antibiotici,
la terapia chirurgica è indicata in genere per le forme da mycobacterium tuberculosis in associazione alla terapia farmacologica.
Usati rifampicina e isoniazide.

## Prognosi
Con la terapia antibiotica allo stato attuale si ottiene la guarigione nella quasi totalità dei malati.